# Eucelatoria bigeminata
Eucelatoria bigeminata är en tvåvingeart som först beskrevs av Charles Howard Curran 1927.  Eucelatoria bigeminata ingår i släktet Eucelatoria och familjen parasitflugor. Inga underarter finns listade i Catalogue of Life.